# Phyllostachys mannii
Phyllostachys mannii là một loài thực vật có hoa trong họ Hòa thảo. Loài này được Gamble miêu tả khoa học đầu tiên năm 1896.